# Darréu
Darréu-mocedá nacionaliego (jeunesse nationaliste) est une organisation politique des Asturies, partie intégrante de l’Espagne moderne.

## Définition
Elle se définit comme une organisation nationaliste et d'extrême gauche. Indépendance et socialisme sont la base de sa philosophie.

## Structure
Darréu est lié organiquement à Andecha Astur, en étant son division juvénile. Même s'elles maintenaient indépendance d’organisation, avec son propres organes de débat et décision.
Darréu s'organise par Conceyus (conciles municipales), et les Conceyus décident assemblement la "politique national" par "Xunta Nacional".

## Publications
La organisation juvénile édite le magazine Írguite, écrit complètement en la lange asturien et avec thèmes culturelles et politiques.

## Webs
- Web offícielle d'Andecha Astur
- Web offícielle de Darréu-Mocedá Nacionaliego
- Magazine Írguite
- Jour de la jeunesse révolutionnaire